# Przed polowaniem w Rytwianach
Przed polowaniem w Rytwianach – obraz namalowany w technice olejnej przez polskiego malarza Juliana Fałata, przedstawiający scenę łowiecką. Znajduje się w zbiorach Muzeum Narodowego w Warszawie.
Obraz powstał przed 1901 r., w technice olejnej na płótnie o wymiarach  50 x 150 cm. Kompozycja inspirowana jest pobytem malarza w majątku hrabiów Potockich w ziemi kieleckiej pod koniec XIX wieku.

## Historia
W 1904 r. obraz zakupiło Towarzystwo Zachęty Sztuk Pięknych w Warszawie i przebywał w jej zbiorach do momentu zajęcia budynku Zachęty przez Niemców w początkowej fazie II wojny światowej. Przez pewien czas przechowywany był w Muzeum Narodowym w Warszawie. Dokładna data zrabowania płótna nie jest znana, ale przypuszcza się, że do zdarzenia doszło w 1944 r.  W zbiorach muzeum zachowała się jedynie jego oryginalna, ozdobna rama. 
W 2006 r. obraz, wraz z innym płótnem Juliana Fałata zrabowanym w czasie II wojny światowej z Towarzystwa Zachęty Sztuk Pięknych – „Naganka na polowaniu w Nieświeżu”, został wystawiony na sprzedaż w jednym z nowojorskich domów aukcyjnych. Oba obrazy zostały wycofane z licytacji na wniosek polskiego Ministerstwa Kultury i Dziedzictwa Narodowego, za pośrednictwem Konsulatu Generalnego RP w Nowym Jorku.
W wyniku  czteroletnich negocjacji prowadzonych przez ministerstwo, a także za pośrednictwem amerykańskiej kancelarii prawnej, nawiązano współpracę z federalną agencją dochodzeniową Immigration & Customs Enforcement (ICE). 14 grudnia 2010 r. obrazy zostały zajęte przez ICE i umieszczone w depozycie agencji, gdzie pozostawały do czasu ostatecznego rozstrzygnięcia sprawy. 16 sierpnia 2011 r. sąd w Nowym Jorku  wydał decyzję o zwrocie obu obrazów. Urzędujący minister kultury i dziedzictwa narodowego Bogdan Zdrojewski podpisał decyzję o przejęciu obrazów we wrześniu 2011 r., podczas specjalnej uroczystości w polskim konsulacie w Nowym Jorku, w obecności prezydenta RP Bronisława Komorowskiego.
Oba obrazy zaprezentowano po raz pierwszy w Polsce po odzyskaniu w gmachu Ministerstwa Kultury i Dziedzictwa Narodowego – 4 października 2011 r., a następnie przekazano Muzeum Narodowemu w Warszawie.